# Светлые ожидания
«Светлые ожидания» — советский телеспектакль 1975 года по мотивам рассказов А. И. Куприна «Телеграфист», «Чёрная молния», «Путешественники».

## В ролях
- Николай Волков — писатель
- Антонина Дмитриева — Вера
- Галина Васькова — дама
- Лев Дуров — папа Коли
- Анатолий Грачёв — Иван Иванович Лесницин
- Александр Арбат — Саша Врублевский
- Григорий Лямпе — Пётр Власьевич
- Лев Круглый — Алексей Иванович
- Ирина Кириченко — Душечка
- Константин Кравинский — Коля
- Татьяна Кречетова — Катенька
- Оксана Левинсон — Милочка

В эпизодах: Игорь Кашинцев, Леонид Платонов, Валентина Маркова и другие

## Критика
Введение в сюжет автора-писателя позволило дать зрителю наблюдать за движением рассказа изнутри: «Режиссер Ю. Сергеев предложил простое и лаконичное решение, благодаря которому литературный текст остался неизменным, а ситуация общения со зрителем (читателем) стала иной, приобрела телевизионную открытость».